# Pluto (Disney)
Pluto kutya egyike a Disney rajzfilm- és képregényszereplőinek. Mickey egér háziállataként jött létre, és először a „Rabok csapata” c. rajzfilmben tűnt fel 1938. szeptember 5-én. Ő az egyedüli szereplő, akinek nincs semmilyen emberi tulajdonsága.

## Pluto a tévében
- 1930: Rabok csapata (The Chain Gang)
- 1933: Building a Building
- 1935: Mickey's Garden
- 1935: Pluto's Judgement Day
- 1935: On Ice
- 1936: Donald and Pluto
- 1936: Mickey's Elephant
- 1936: Pluto mama (Mother Pluto)
- 1937: Hawaiian Holiday
- 1937: Pluto's Quin-Puplets
- 1938: Mickey's Parrot
- 1939: Society Dog Show
- 1939: Mickey's Surprise Party
- 1939: Az ebadta vadászkutya (The Pointer)
- 1939: Beach Picnic
- 1940: Donald kutyamosodája (Donald's Dog Laundry)
- 1940: Put-Put Troubles
- 1940: Pluto, a csontcsenő (Bone Trouble)
- 1940: Window Cleaners
- 1940: Pluto's Dream House
- 1940: Mickey vonatra száll (Mr. Mouse Takes a Trip)
- 1940: Pantry Pirate
- 1941: Pluto játszótársa (Pluto's Playmate)
- 1941: A Gentleman's Gentleman
- 1941: Poggyászkaland (Baggage Buster)
- 1941: Kutyaütő (Canine Caddy)
- 1941: Lend a Paw
- 1942: Pluto Junior
- 1942: The Army Mascot
- 1942: Az alvajáró (The Sleepwalker)
- 1942: Csont két főre (T-Bone for Two)
- 1942: Pluto az állatkertben (Pluto at the Zoo)
- 1943: Pluto és a tatu (Pluto and the Armadillo)
- 1943: Pluto közlegény (Private Pluto)
- 1943: Victory Vehicles
- 1944: Pluto tavasza (Springtime for Pluto)
- 1944: First Aiders
- 1945: Kutyaőrség (Dog Watch)
- 1945: A hipnotizőr (The Eyes Have It)
- 1945: Kutya Casanova (Canine Casanova)
- 1945: A farkas-szikla legendája (The Legend of Coyote Rock)
- 1945: Kutyás őrjárat (Canine Patrol)
- 1946: Pluto kisöccse (Pluto's Kid Brother)
- 1946: Hollandiában (In Dutch)
- 1946: Squatter's Rights
- 1946: Az elrabolt kiskutya (The Purloined Pup)
- 1947: Házszentelő Plutóéknál (Pluto's Housewarming)
- 1947: A mentőkutya (Rescue Dog)
- 1947: Pluto, a postás (Mail Dog)
- 1947: Pluto, a sztár (Pluto's Blue Note)
- 1948: A csonttolvaj (Bone Bandit)
- 1948: Pluto és a kolbász (Pluto's Purchase)
- 1948: Macskajaj (Cat Nap Pluto)
- 1948: Pluto és a madárfióka (Pluto's Fledgling)
- 1949: Pluto Puebloban (Pueblo Pluto)
- 1949: Pluto csomagot kap (Pluto's Surprise Package)
- 1949: Pluto pulóvert kap (Pluto's Sweater)
- 1949: Pluto és a rágógumi (Bubble Bee)
- 1949: Pluto, a juhászkutya (Sheep Dog)
- 1950: Pluto szerelmes (Pluto's Heart Throb)
- 1950: Pluto és a pocok (Pluto and the Gopher)
- 1950: A csodakutya (Wonder Dog)
- 1950: Pluto és az ősi ösztön (Primitive Pluto)
- 1950: Cica reggeli (Puss-Café)
- 1950: Pluto és a csirketolvajok (Pests of the West)
- 1950: Étel-halál harc (Food for Feudin')
- 1950: Az őrzőkutya (Camp Dog)
- 1951: Pluto és a kócsag (Cold Storage)
- 1951: Vadászidény (R'coon Dawg)
- 1951: Plutopia (Plutopia)
- 1951: Hideg pulyka (Cold Turkey)
- 1952: Vendégség Plutonál (Pluto's Party)
- 1952: Pluto karácsonyfája (Pluto's Christmas Tree)
- 1953: Az élet apró örömei (The Simple Things)
- 1988: Totally Minnie
- 1988: Roger nyúl a pácban (Who Framed Roger Rabbit)
- 1990: Koldus és királyfi (The Prince and the Pauper)
- 1999: Mickey egér – Volt egyszer egy karácsony (Mickey's Once Upon a Christmas)
- 1999: Mickey egér művek (Mickey Mouse Works)
- 2001: Mickey egér klubja (Disney's House of Mouse)
- 2002: Mickey's House of Villains
- 2004: Mickey varázslatos karácsonya: Hórabság az Egértanyán (Mickey's Magical Christmas: Snowed in at the House of Mouse)
- 2004: Mickey egér – A három muskétás (Mickey, Donald, Goofy: The Three Musketeers)
- 2004: Mickey egér – Volt kétszer egy karácsony (Mickey's Twice Upon a Christmas)
- 2006: Mickey egér játszótere (Mickey Mouse Clubhouse)
- 2013: Mickey egér (Mickey Mouse)
- 2017: Mickey és az autóversenyzők (Mickey and the Roadster Racers)